# Zespół uprawek

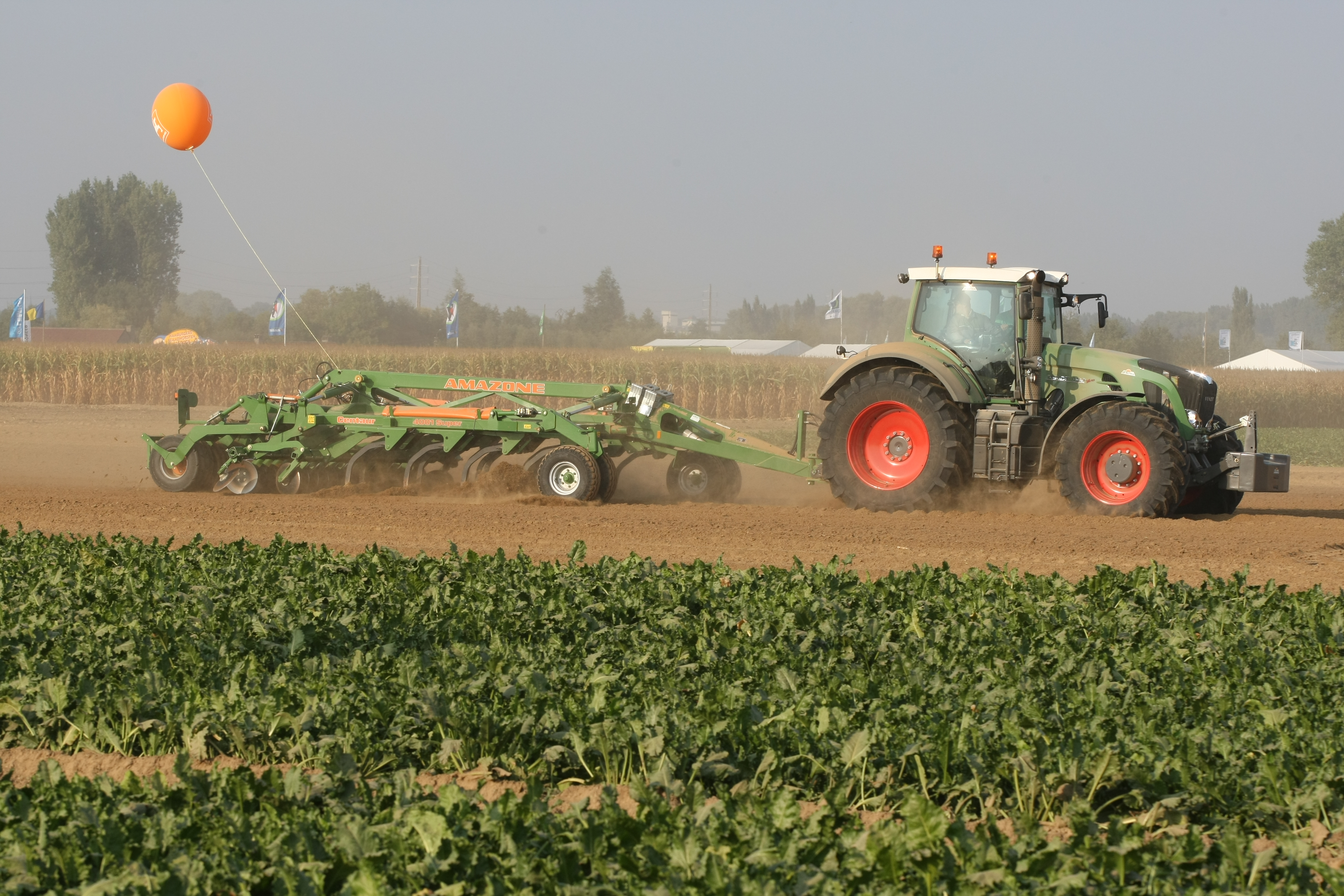
Kultywatorowanie, bronowanie i wałowanie wykonywane jednym agregatem uprawowym

Zespół uprawek - szereg uprawek wykonywanych w określonej porze roku dla uzyskania zamierzonych celów. W technologii uprawy roli wyróżnia się pięć zespołów uprawek: 
- pożniwnych, wykonywany po przedplonie dość wcześnie zebranym, np. po zbożach, strączkowych na nasiona, przemysłowych,

- przedsiewnych, wykonywany późnym latem pod rośliny ozime,

- przedzimowych, wykonywany jesienią pod rośliny jare,

- wiosennych, wykonywany wiosną pod rośliny jare,

- pielęgnowania, wykonywany w okresie od siewu do zbioru rośliny uprawnej.

Charakterystyczną cechą przedstawionych zespołów uprawek jest występowanie różnych rodzajów orek zapoczątkowujących dany zespół. Przygotowanie roli do siewu roślin wymaga wykonania na ogół więcej niż jednego zespołu. Szereg zespołów uprawek wykonywanych w okresie od zbioru przedplonu do zbioru rośliny następczej składa się na całokształt uprawy roli pod daną roślinę.